# Gepunktete Nesselwanze

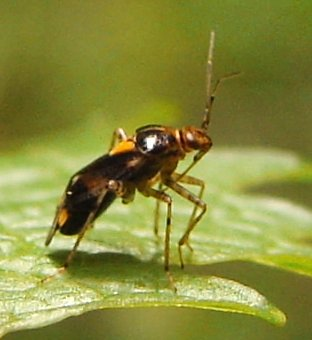
Liocoris tripustulatus – Seitenansicht

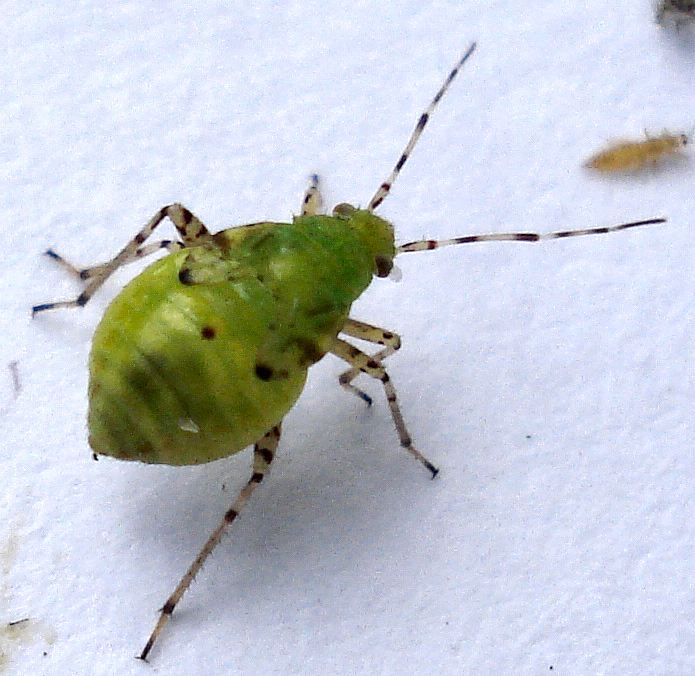
Liocoris tripustulatus – Nymphe

Die Gattung der Liocoris gehört zur Familie der Weichwanzen (Miridae). Sie enthält nur die paläarktisch verbreitete Art Liocoris tripustulatus. Ob ihres Aussehens und ihrer Vorliebe für Brennnesseln wird sie auf Deutsch vielfach als Gepunktete Nesselwanze oder Brennnessel-Weichwanze bezeichnet.

## Beschreibung
Die Insekten sind im Körperbau oval und erreichen zwischen 3,8 und 5 Millimeter Körperlänge. Sie haben etwa körperlange und deutlich gegliederte helle Fühler. Die Körperoberseite ist kahl und glänzend. Die Halbdecken (Hemielytren) und der Halsschild (Pronotum) sind dunkelbraun bis schwarz getönt und tragen hellere variable, aber meist gelbliche bis rötliche Flecken in den Flügelzentren und an den Flügelspitzen vor der Membran. Ein auffälliges gelbes Schildchen (Scutellum) dominiert als dreieckiges bis herzförmiges Mal die Oberseite der Tiere. Der Kopf mit großen, seitlich abstehenden Komplexaugen sowie die Beine sind deutlich heller als der Körper. Letztere sind meist dunkel gefleckt.

## Verbreitung und Lebensraum
Die Wanze besiedelt ganz Europa von Skandinavien bis zum Mittelmeerraum ohne Nordafrika. Ihr Verbreitungsgebiet reicht im Osten über Kleinasien und den Kaukasus bis nach Zentralasien. Die Art ist in Mitteleuropa, vor allem in Deutschland und Österreich überall häufig. Sie lebt in sonnigen Offenlandbiotopen wie Gärten, Ruderalfluren oder Brachen ebenso wie in lichten Wäldern. Sie ernährt sich wahrscheinlich ausschließlich von den Pflanzensäften der Großen und Kleinen Brennnessel (Urtica dioica und U. urens). Zuweilen wird sie auch auf anderen Pflanzen wie beispielsweise Mädesüß (Filipendula ulmaria) oder Giersch (Aegopodium podagraria) angetroffen. Es ist unklar, ob neben der Brennnessel, an deren Blüten und Früchten sie saugt, auch andere Pflanzen als Nahrung dienen.

## Lebensweise
Die Wanzen überwintern im Erwachsenenstadium in der Laubstreu unter loser Borke oder in hohlen Pflanzenstängeln. Die ab Mai schlüpfenden Larven sind grün. Erwachsene Tiere sind ab Juli zu beobachten. Die Eiablage erfolgt in die Oberseite der Blattstiele von Brennnesseln. Die Wanzen bilden eine Generation im Jahr.